# Канадские федеральные выборы (1974)
Канадские федеральные выборы 1974 года состоялись в Канаде 8 июля 1974 года. В результате было выбрано 264 члена 30-го парламента страны. Выиграла выборы либеральная партия во главе с Пьером Трюдо. Официальной оппозицией стала прогрессивно-консервативная партия.
Основной темой предвыборной кампании был контроль над растущей инфляцией. Стэнфилд выступил с идеей замораживания цен, но был раскритикован Трюдо.

## Результаты
В результате выборов в парламент страны прошли Либеральная партия Канады, Прогрессивно-консервативная партия Канады, Новая демократическая партия и партия социального кредита Канады. Кроме того, в выборах принимали участия, но не получили ни одного места в парламенте марксистско-ленинская партия Канады, коммунистическая партия Канады.
На выборах победила либеральная партия, она набрала большинство голосов в Онтарио и Квебеке. Прогрессивно-консервативная партия получила большинство в Атлантической и Западной Канаде, но этого не хватило для победы на выборах. Новая демократическая партия потеряла менее 2,5 % голосов на выборах, но при этом количество мест в палате общин уменьшилось почти вдвое. Потеряла свои позиции и партия социального кредита. Она получила 11 мест в парламенте, что на 1 меньше порога для государственного финансирования партии. Вместе с тем, либералы решили предоставить партии социального кредита этот статус.
Кроме того, был избран один независимый депутат, бывший мэр Монктона Леонард Джонс. Его позиция в целом совпадала с идеями прогрессивно-консервативной партии, но он был противником политики двух языков, которую поддерживала партия. После выборов лидер партии социального кредита, Реаль Кауэтт, предложид Джонсу присоединииться к их фракции, этого было бы достаточно партии для официального статуса, но Джонс отказался.